# Karl Wilhelm Naundorff

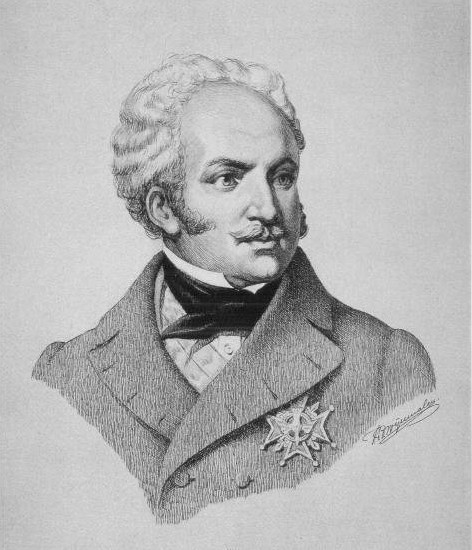
Karl Wilhem Naundorff

Karl Wilhelm Naundorff (ca. 1785 - Delft, 10 augustus 1845) was een Duitse horlogemaker, die beweerde de verdwenen koning Lodewijk XVII te zijn en dus de rechtmatige troonopvolger van Frankrijk.

## Londen
Hij werd in zijn tijd niet serieus genomen. Toen hij de koninklijke familie in 1836 voor de rechtbank daagde, vond de regering het mooi geweest en werd hij verbannen. Naundorff werd naar Engeland gedeporteerd waar hij de kost probeerde te verdienen als predikant en als onderzoeker naar springstoffen. In Londen werden zijn activiteiten steeds excentrieker, waarbij een van zijn ondernemingen was gericht op het stichten van een spirituele beweging die stoelde op zijn mystieke ervaringen. Naundorff deed zich hierbij voor als een messias. Later probeerde hij een perfect ontploffingsmechanisme te ontwerpen, genaamd de "Bourbonbom". Deze ontdekking mislukte en zijn huis brandde af, waarbij Naundorff ernstige brandwonden opliep. Door al deze mislukkingen raakte hij in geldnood en in 1843 werd hij door zijn crediteuren in de gevangenis gezet.

## Nederland

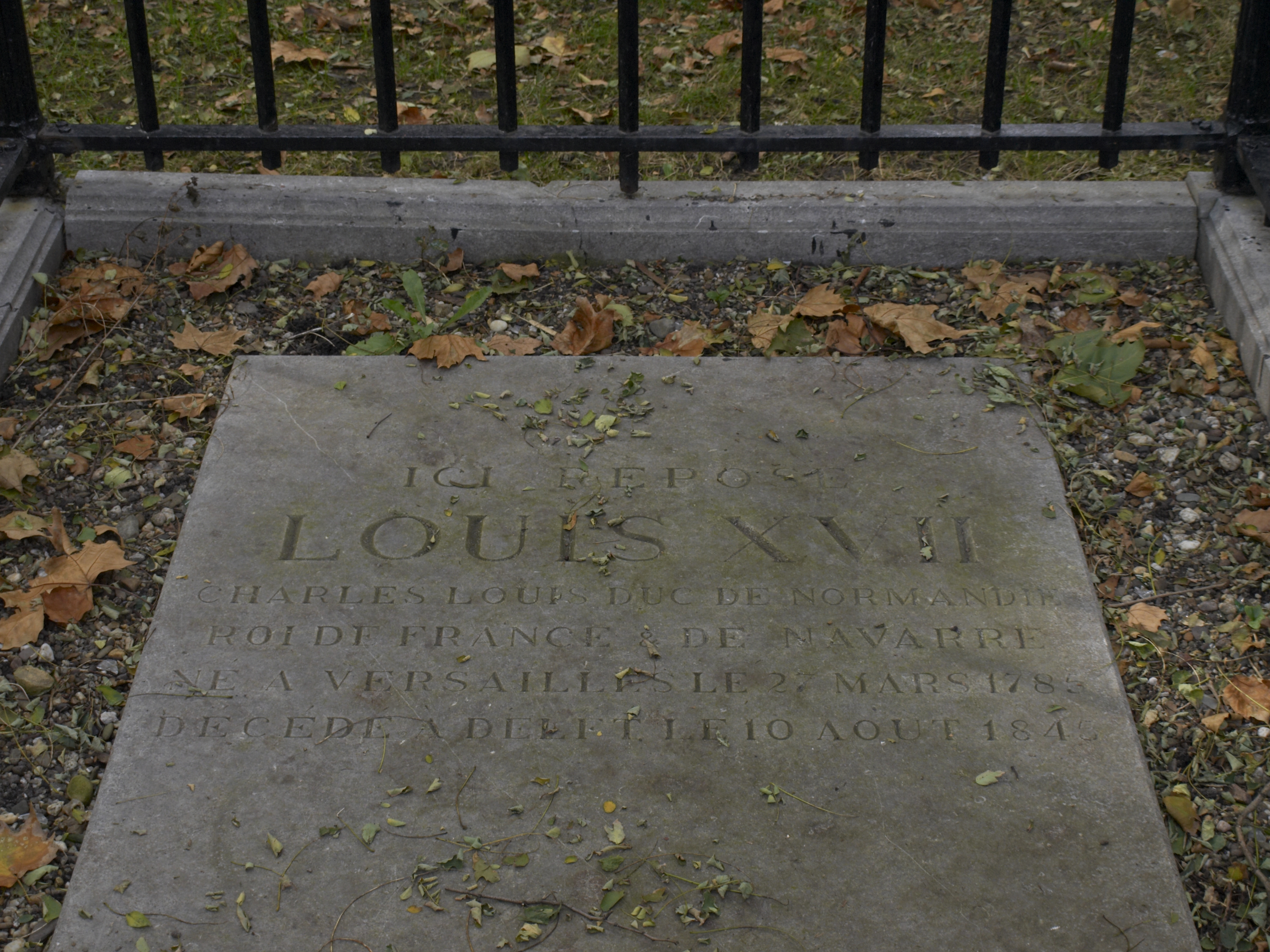
De grafsteen van Naundorff

Het Nederlandse Ministerie van Oorlog toonde interesse in zijn ontwerp en kocht het van Naundorff. Hij werd bovendien uitgenodigd zijn onderzoek voort te zetten in Nederland. Na het uitzitten van zijn gevangenisstraf vertrok Naundorff dan ook in januari 1845 naar Nederland waar hij door Willem II werd benoemd tot directeur van het Pyrotechnisch Atelier in Delft. Hij overleed echter al in augustus van dat jaar. Naundorff werd begraven op de toenmalige algemene begraafplaats "Kalverbos" in Delft. Op zijn graf staat niet Karl Wilhelm Naundorff geschreven, maar staat er in het Frans: Hier rust Charles-Louis de Bourbon, Hertog van Normandië, (Lodewijk de Zeventiende), beter bekend onder de namen van Charles-Guillaume Naundorff, geboren in het Château van Versailles, in Frankrijk, op 27 maart 1785 (...) echtgenoot van madame de Hertogin van Normandië, geboren Johanna Einert, woonachtig in Delft. Zijn graf is nog altijd te bezoeken in het vrij toegankelijke Kalverbos, nabij de tramhalte, en is samen met 3 andere graven het enige overblijfsel van de voormalige begraafplaats. Ook in zijn overlijdensakte wordt hij Charles Louis de Bourbon genoemd.

## Afstammelingen
Zijn nazaten beweerden de rechtmatige afstammelingen te zijn van Lodewijk XVII. Het lid van de oudste tak van de familie, Charles-Louis-Edmond de Bourbon deed er alles aan om erkend te worden als de rechtmatige afstammeling van Lodewijk XVII. Zijn volgelingen erkenden hem nog altijd als koning Karel XII van Frankrijk en richtten in 1990 zelfs een speciale instantie op om de Naundorffzaak te bepleiten.
Zijn zoon Adelberth de Bourbon was een vooraanstaand Nederlands spiritist, theosoof en martinist.
Zijn achterkleinzoon Louis de Bourbon was een Nederlands burgemeester en dichter.

## Modern onderzoek
Professor Jean-Jacques Cassiman van de Katholieke Universiteit Leuven toonde in 1998 via een DNA-test met mitochondriaal DNA aan dat Naundorff niet verwant was aan het huis Habsburg-Lotharingen, de familie van Marie Antoinette van Frankrijk, moeder van Lodewijk XVII. Zijn bewering dat hij identiek was aan Lodewijk XVII kon daarmee weerlegd worden. De nazaten hebben de resultaten van dit onderzoek nooit erkend en hebben publicatie in het tijdschrift Nature zelfs verhinderd.
Het DNA-onderzoek was een bevestiging van de conclusies die Johan Hendrik Petrie al eerder in zijn proefschrift had getrokken. Dr. Petrie noemde Naundorff "een pathologische leugenaar". De zaak zou te vergelijken zijn geweest met die van Julius Schatt, die beweerde een nazaat van een buitenechtelijk kind van Willem I der Nederlanden en Henriëtte d'Oultremont de Wégimont te zijn, maar door wetenschappers werd ontmaskerd.
Op 22 mei 1954 promoveerde de Arnhems chirurg dr. J. Stuyt aan de Sorbonne in Parijs op een proefschrift waarin hij ook al beweerde dat Naundorff en Lodewijk twee verschillende personen zijn.
In 2004 werd er, op basis van het skelet van Karl Wilhelm Naundorff, door zowel een Nederlands als een Oostenrijks laboratorium, op verzoek van de nazaten van Naundorff, een nieuw onderzoek uitgevoerd. Ondanks herhaaldelijke beloften van de nazaten, werden de onderzoeksresultaten nooit gepubliceerd.
In 2014 werd op verzoek van de nazaten door de in wetenschappelijke milieus niet onbetwiste professor Gerard Lucotte een nieuw onderzoek op het Y-chromosoom van de Bourbons uitgevoerd. Hieruit zou blijken dat de nazaat van Naundorff bij wie de test werd afgenomen, wel degelijk tot de Bourbonfamilie zou behoren. Maar hierbij gebeurde er een foutieve interpretatie van de haplogroep van het Y-chromosoom van de Naundorff familie, en verschillend was met het Y-chromosoom van de Bourbons dat eerder gepubliceerd werd door de professoren Maarten Larmuseau en Jean-Jacques Cassiman. Hierdoor toonde deze genetische analyse via het Y-chromosoom niet aan dat er helemaal geen link is tussen de nazaten van Naundorff en de Bourbons.
Rekening houdend met het feit dat de resultaten van het onderzoek in 1998 de afstamming van Louis XVI tegenspreken en dat de resultaten van het onderzoek in 2004 door de nazaten doodgezwegen worden, en het feit dat Gerard Lucotte in wetenschappelijke kringen helemaal geen smetteloos imago geniet en zelfs een wetenschappelijke fout maakte in de bepaling van de haplogroep van het Y-chromosoom, kan er geconcludeerd worden dat Naundorff inderdaad een bedrieger was en dat de claim van zijn nazaten aldus niet legitiem is.